# Crematogaster quadrispinosa
Crematogaster quadrispinosa är en myrart som beskrevs av Julius Roger 1863. Crematogaster quadrispinosa ingår i släktet Crematogaster och familjen myror. Inga underarter finns listade i Catalogue of Life.